# Кальмар — Эланд (аэропорт)
Кальмарский аэропорт (швед. Kalmar flygplats) — международный аэропорт, находящийся в 5 км от города Кальмар, на юго-востоке Швеции

## История
Аэропорт является бывшей авиабазой, на которой базировалась воздушная флотилия ВВС Швеции (F 12), которая была создана 1 июля 1942 года на ферме Стора Торнебю к западу от Кальмара. Ещё в 1937 году участок был приобретён в целях строительства аэропорта. Но уже в 1940 году ВВС Швеции запросили разрешение на использование предложенного тогда аэропорта в военных целях. После вынесения решения палаты дрэтселя, всё имущество Торнебю передавалась государству, пока там находилась авиабаза. В 1947 году была построена первая ВПП.
14 апреля 1957 года аэропорт был открыт для гражданского движения по маршруту «Стокгольм — Кальмар — Стокгольм».
Весной 1975 года риксдаг принял решение о ликвидации воздушной флотилии (F 12) базировавшейся на авиабазе, это привело к расформированию всей военной базы, на тот момента она включала 400 га всеё территории и имела 2 взлётной полосы. В 1980 году всё что осталось от авиабазы было передано авиаотряду воздушной флотилии Блекинге (F 17), в которую входила авиамастерская оставшаяся от воздушной флотилии (F 12). Но уже в 1983 году авиационная мастерская в Кальмаре и другие оставшиеся виды деятельности в районе флотилии были полностью закрыты. После этого аэропорт использовался исключительно в гражданских целях.
1 января 2007 года муниципалитет Кальмара взял на себя управление аэропортом и с тех пор продолжает управлять аэропортом через компанию Kalmar Airport AB. С февраля 2013 года операционная компания называет аэропорт Kalmar Öland Airport.

## Инфраструктура аэродрома
В аэропорту находится две ВПП, 1) Асфальтовая 16/34 длинной 2500 м; 2) Асфальтовая 05/23 длинной 656 м, с 1983 не эксплуатируется.

Аэропорт имеет всего 1 терминал

## Авиаперевозки
Региональные авиаперевозки выполняют Xfly, BRA и SAS, основное направление это в столицу Стокгольм.

За границу рейсы совершают Sunclass Airlines и Air Dolomiti, основные направления это курорты и крупные хабы такие как: Пальма-де-Майорка, Родос и Франкфурт-на-Майне.

## Пассажиропоток
Данные из запроса в Викиданные.
| Год  | кол-во пассажиров |
| ---- | ----------------- |
| 2021 | ▼48 902           |
| 2020 | ▼52 812           |
| 2019 | ▼231 613          |
| 2018 | ▼242 907          |
| 2017 | ▼249 070          |